# Othon de Lippe-Brake
Othon, comte de Lippe-Brake né le 21 décembre 1589 à Detmold et mort le 18 novembre 1657 à Blomberg est le premier comte de Lippe-Brake.

## Biographie
Othon est le fils du comte Simon VI et de son épouse, Élisabeth de Holstein-Schaumbourg (b. 1556).
Lorsque son père meurt en 1613, son frère aîné Simon VII prend le gouvernement du pays, tandis que le plus jeune frère de Philippe Ier de Schaumbourg-Lippe déménage à Bückeburg, où il fonde la lignée de Schaumbourg-Lippe. En 1621, le comté est divisé de nouveau, et Othon reçoit sa part et fonde la lignée de Lippe-Brake de qui s'éteint en 1709.

## Le mariage et la descendance
Le 30 octobre 1626, il épouse Marguerite de Nassau-Dillenbourg (6 septembre 1606 à Beilstein – 1661), fille du comte Georges V de Nassau-Dillenbourg, avec qui il a les enfants suivants:
- Casimir de Lippe-Brake (1627-1700), marié en 1663 avec la Comtesse Amélie de Sayn-Wittgenstein-Hombourg (1642-1683)
- Amélie (20 septembre 1629 – 19 août 1676), mariée au comte Herman Adolphe de Lippe (1616-1666)
- Sabine (1631-1684)
- Dorothée de Lippe-Brake (23 février 1633 – 1706), mariée en 1665 avec Jean-Frédéric de Kunowitz (1624-1700)
- Guillaume (1634-1690), épouse en 1667 la comtesse Ludowika Margaret de Bentheim-Tecklenburg
- Maurice (1635-1666)
- Frédéric (1638-1684), marié en 1674 avec Sophie Louise de Schleswig-Holstein-Sonderbourg (1650-1714)
- Otillie (1639-1680), épouse en 1667, Frédéric, duc de Löwenstein-Wertheim-Virneburg (1629-1683)
- George (1642-1703), marié en 1691 avec Marie Sauermann (d. 1696)
- Auguste de Lippe-Brake (1643-1701)